# Boucles de la Mayenne 2021
La 46.ª edición de la competición ciclista Boucles de la Mayenne fue una carrera de ciclismo en ruta por etapas que se celebró entre el 27 y el 30 de mayo de 2021 en Francia con inicio en la ciudad de Le Genest-Saint-Isle y final en la ciudad de Laval, sobre una distancia total de 711 kilómetros.
La carrera formaba parte del del UCI ProSeries 2021, calendario ciclístico mundial de segunda división, dentro de la categoría UCI 2.Pro y fue ganada por el francés Arnaud Démare del Groupama-FDJ. Completaron el podio, como segundo y tercer clasificado respectivamente, el alemán Philipp Walsleben del Alpecin-Fenix y el noruego Kristoffer Halvorsen del Uno-X.

## Equipos participantes
Tomaron parte en la carrera 21 equipos: 5 de categoría UCI WorldTeam invitados por la organización, 14 de categoría UCI ProTeam y 2 de categoría Continental. Formaron así un pelotón de 122 ciclistas de los que acabaron 111. Los equipos participantes fueron:
| WorldTeams (5)- AG2R Citroën Team - Cofidis - Team DSM - Groupama-FDJ - Intermarché-Wanty-Gobert Matériaux ProTeams (14)- Alpecin-Fenix - Androni Giocattoli-Sidermec - Arkéa-Samsic - B&B Hotels p/b KTM - Bingoal Pauwels Sauces WB - Burgos-BH - Caja Rural-Seguros RGA - Gazprom-RusVelo - Equipo Kern Pharma - Delko - Rally Cycling - Sport Vlaanderen-Baloise - Total Direct Énergie - Uno-X Pro Cycling Team Equipos continentales (2)- Saint Michel-Auber 93 - Xelliss-Roubaix Lille Métropole |
| |

## Recorrido
La Boucles de la Mayenne dispuso de cinco etapas dividido en cuatro etapas escarpadas, para un recorrido total de 711 kilómetros.
| Etapa     | Fecha     | Recorrido                        | type            | Distancia (km) | Desnivel (m) | Ganador           | Líder             |
| --------- | --------- | -------------------------------- | --------------- | -------------- | ------------ | ----------------- | ----------------- |
| 1.ª etapa | 27 de may | Le Genest-Saint-Isle – Ambrières | etapa escarpada | 174,24         | 1748 m       | Philipp Walsleben | Philipp Walsleben |
| 2.ª etapa | 28 de may | Vaiges – Évron                   | etapa escarpada | 173,35         | 2180 m       | Arnaud Démare     | Philipp Walsleben |
| 3.ª etapa | 29 de may | Saint-Berthevin – Craon          | etapa escarpada | 181,68         | 1668 m       | Arnaud Démare     | Arnaud Démare     |
| 4.ª etapa | 30 de may | Méral – Laval                    | etapa escarpada | 180,73         | 1789 m       | Arnaud Démare     | Arnaud Démare     |

## Desarrollo de la carrera

### 1.ª etapa
| Le Genest-Saint-Isle - Ambrières | etapa escarpada | (174,24 km) |

| \| Clasificación de la etapa \| Clasificación de la etapa \| Clasificación de la etapa \| Clasificación de la etapa \| Clasificación de la etapa \| \| Ciclista \| Ciclista \| Equipo \| Tiempo \| \| \| ------------------------- \| ------------------------- \| ------------------------- \| ------------------------- \| ------------------------- \| \| 1.º \| Philipp Walsleben \| Alpecin-Fenix \| 3 h 59 min 48 s \| \| \| 2.º \| Diego Rubio \| Burgos-BH \| + 7 s \| \| \| 3.º \| Arnaud Démare \| Groupama-FDJ \| + 11 s \| \| \| 4.º \| Kristoffer Halvorsen \| Uno-X Pro Cycling Team \| + 11 s \| \| \| 5.º \| Bryan Coquard \| B&B Hotels p/b KTM \| + 11 s \| \| \| 6.º \| Piet Allegaert \| Cofidis \| + 11 s \| \| \| 7.º \| Marc Sarreau \| AG2R Citroën Team \| + 11 s \| \| \| 8.º \| Nils Eekhoff \| Team DSM \| + 11 s \| \| \| 9.º \| Bram Welten \| Arkéa-Samsic \| + 15 s \| \| \| 10.º \| Jon Aberasturi \| Caja Rural-Seguros RGA \| + 17 s \| \| |                      |                        |                 |
| |                      |                        |                 |
| Fuente: ProCyclingStats |                      |                        |                 |
| Clasificación de la etapa |                      |                        |                 |
| Ciclista | Ciclista             | Equipo                 | Tiempo          |
| 1.º | Philipp Walsleben    | Alpecin-Fenix          | 3 h 59 min 48 s |
| 2.º | Diego Rubio          | Burgos-BH              | + 7 s           |
| 3.º | Arnaud Démare        | Groupama-FDJ           | + 11 s          |
| 4.º | Kristoffer Halvorsen | Uno-X Pro Cycling Team | + 11 s          |
| 5.º | Bryan Coquard        | B&B Hotels p/b KTM     | + 11 s          |
| 6.º | Piet Allegaert       | Cofidis                | + 11 s          |
| 7.º | Marc Sarreau         | AG2R Citroën Team      | + 11 s          |
| 8.º | Nils Eekhoff         | Team DSM               | + 11 s          |
| 9.º | Bram Welten          | Arkéa-Samsic           | + 15 s          |
| 10.º | Jon Aberasturi       | Caja Rural-Seguros RGA | + 17 s          |

| \| Clasificación general \| Clasificación general \| Clasificación general \| Clasificación general \| Clasificación general \| \| Ciclista \| Ciclista \| Equipo \| Tiempo \| \| \| --------------------- \| --------------------- \| ---------------------- \| --------------------- \| --------------------- \| \| 1.º \| Philipp Walsleben \| Alpecin-Fenix \| 3 h 59 min 33 s \| \| \| 2.º \| Diego Rubio \| Burgos-BH \| + 16 s \| \| \| 3.º \| Arnaud Démare \| Groupama-FDJ \| + 22 s \| \| \| 4.º \| Kristoffer Halvorsen \| Uno-X Pro Cycling Team \| + 26 s \| \| \| 5.º \| Bryan Coquard \| B&B Hotels p/b KTM \| + 26 s \| \| \| 6.º \| Piet Allegaert \| Cofidis \| + 26 s \| \| \| 7.º \| Marc Sarreau \| AG2R Citroën Team \| + 26 s \| \| \| 8.º \| Nils Eekhoff \| Team DSM \| + 26 s \| \| \| 9.º \| Bram Welten \| Arkéa-Samsic \| + 30 s \| \| \| 10.º \| Jon Aberasturi \| Caja Rural-Seguros RGA \| + 32 s \| \| |                      |                        |                 |
| |                      |                        |                 |
| Fuente: ProCyclingStats |                      |                        |                 |
| Clasificación general |                      |                        |                 |
| Ciclista | Ciclista             | Equipo                 | Tiempo          |
| 1.º | Philipp Walsleben    | Alpecin-Fenix          | 3 h 59 min 33 s |
| 2.º | Diego Rubio          | Burgos-BH              | + 16 s          |
| 3.º | Arnaud Démare        | Groupama-FDJ           | + 22 s          |
| 4.º | Kristoffer Halvorsen | Uno-X Pro Cycling Team | + 26 s          |
| 5.º | Bryan Coquard        | B&B Hotels p/b KTM     | + 26 s          |
| 6.º | Piet Allegaert       | Cofidis                | + 26 s          |
| 7.º | Marc Sarreau         | AG2R Citroën Team      | + 26 s          |
| 8.º | Nils Eekhoff         | Team DSM               | + 26 s          |
| 9.º | Bram Welten          | Arkéa-Samsic           | + 30 s          |
| 10.º | Jon Aberasturi       | Caja Rural-Seguros RGA | + 32 s          |

### 2.ª etapa
| Vaiges - Évron | etapa escarpada | (173,35 km) |

| \| Clasificación de la etapa \| Clasificación de la etapa \| Clasificación de la etapa \| Clasificación de la etapa \| Clasificación de la etapa \| \| Ciclista \| Ciclista \| Equipo \| Tiempo \| \| \| ------------------------- \| ------------------------- \| ---------------------------------- \| ------------------------- \| ------------------------- \| \| 1.º \| Arnaud Démare \| Groupama-FDJ \| 4 h 11 min 32 s \| \| \| 2.º \| Niccolò Bonifazio \| Total Direct Énergie \| + 0 s \| \| \| 3.º \| Kristoffer Halvorsen \| Uno-X Pro Cycling Team \| + 0 s \| \| \| 4.º \| Jonas Koch \| Intermarché-Wanty-Gobert Matériaux \| + 0 s \| \| \| 5.º \| Stanisław Aniołkowski \| Bingoal Pauwels Sauces WB \| + 0 s \| \| \| 6.º \| Piet Allegaert \| Cofidis \| + 0 s \| \| \| 7.º \| Matteo Malucelli \| Androni Giocattoli-Sidermec \| + 0 s \| \| \| 8.º \| Emiel Vermeulen \| Xelliss-Roubaix Lille Métropole \| + 0 s \| \| \| 9.º \| Jon Aberasturi \| Caja Rural-Seguros RGA \| + 0 s \| \| \| 10.º \| Nils Eekhoff \| Team DSM \| + 0 s \| \| |                       |                                    |                 |
| |                       |                                    |                 |
| Fuente: ProCyclingStats |                       |                                    |                 |
| Clasificación de la etapa |                       |                                    |                 |
| Ciclista | Ciclista              | Equipo                             | Tiempo          |
| 1.º | Arnaud Démare         | Groupama-FDJ                       | 4 h 11 min 32 s |
| 2.º | Niccolò Bonifazio     | Total Direct Énergie               | + 0 s           |
| 3.º | Kristoffer Halvorsen  | Uno-X Pro Cycling Team             | + 0 s           |
| 4.º | Jonas Koch            | Intermarché-Wanty-Gobert Matériaux | + 0 s           |
| 5.º | Stanisław Aniołkowski | Bingoal Pauwels Sauces WB          | + 0 s           |
| 6.º | Piet Allegaert        | Cofidis                            | + 0 s           |
| 7.º | Matteo Malucelli      | Androni Giocattoli-Sidermec        | + 0 s           |
| 8.º | Emiel Vermeulen       | Xelliss-Roubaix Lille Métropole    | + 0 s           |
| 9.º | Jon Aberasturi        | Caja Rural-Seguros RGA             | + 0 s           |
| 10.º | Nils Eekhoff          | Team DSM                           | + 0 s           |

| \| Clasificación general \| Clasificación general \| Clasificación general \| Clasificación general \| Clasificación general \| \| Ciclista \| Ciclista \| Equipo \| Tiempo \| \| \| --------------------- \| --------------------- \| ---------------------- \| --------------------- \| --------------------- \| \| 1.º \| Philipp Walsleben \| Alpecin-Fenix \| 8 h 11 min 05 s \| \| \| 2.º \| Arnaud Démare \| Groupama-FDJ \| + 12 s \| \| \| 3.º \| Diego Rubio \| Burgos-BH \| + 16 s \| \| \| 4.º \| Kristoffer Halvorsen \| Uno-X Pro Cycling Team \| + 22 s \| \| \| 5.º \| Piet Allegaert \| Cofidis \| + 26 s \| \| \| 6.º \| Nils Eekhoff \| Team DSM \| + 26 s \| \| \| 7.º \| Niccolò Bonifazio \| Total Direct Énergie \| + 26 s \| \| \| 8.º \| Marc Sarreau \| AG2R Citroën Team \| + 26 s \| \| \| 9.º \| Bryan Coquard \| B&B Hotels p/b KTM \| + 26 s \| \| \| 10.º \| Benoît Cosnefroy \| AG2R Citroën Team \| + 29 s \| \| |                      |                        |                 |
| |                      |                        |                 |
| Fuente: ProCyclingStats |                      |                        |                 |
| Clasificación general |                      |                        |                 |
| Ciclista | Ciclista             | Equipo                 | Tiempo          |
| 1.º | Philipp Walsleben    | Alpecin-Fenix          | 8 h 11 min 05 s |
| 2.º | Arnaud Démare        | Groupama-FDJ           | + 12 s          |
| 3.º | Diego Rubio          | Burgos-BH              | + 16 s          |
| 4.º | Kristoffer Halvorsen | Uno-X Pro Cycling Team | + 22 s          |
| 5.º | Piet Allegaert       | Cofidis                | + 26 s          |
| 6.º | Nils Eekhoff         | Team DSM               | + 26 s          |
| 7.º | Niccolò Bonifazio    | Total Direct Énergie   | + 26 s          |
| 8.º | Marc Sarreau         | AG2R Citroën Team      | + 26 s          |
| 9.º | Bryan Coquard        | B&B Hotels p/b KTM     | + 26 s          |
| 10.º | Benoît Cosnefroy     | AG2R Citroën Team      | + 29 s          |

### 3.ª etapa
| Saint-Berthevin - Craon | etapa escarpada | (181,68 km) |

| \| Clasificación de la etapa \| Clasificación de la etapa \| Clasificación de la etapa \| Clasificación de la etapa \| Clasificación de la etapa \| \| Ciclista \| Ciclista \| Equipo \| Tiempo \| \| \| ------------------------- \| ------------------------- \| ------------------------------- \| ------------------------- \| ------------------------- \| \| 1.º \| Arnaud Démare \| Groupama-FDJ \| 4 h 18 min 48 s \| \| \| 2.º \| Kristoffer Halvorsen \| Uno-X Pro Cycling Team \| + 0 s \| \| \| 3.º \| Nils Eekhoff \| Team DSM \| + 0 s \| \| \| 4.º \| Arvid de Kleijn \| Rally Cycling \| + 0 s \| \| \| 5.º \| Stanisław Aniołkowski \| Bingoal Pauwels Sauces WB \| + 0 s \| \| \| 6.º \| Piet Allegaert \| Cofidis \| + 0 s \| \| \| 7.º \| Daniel McLay \| Arkéa-Samsic \| + 0 s \| \| \| 8.º \| Emiel Vermeulen \| Xelliss-Roubaix Lille Métropole \| + 0 s \| \| \| 9.º \| Sasha Weemaes \| Sport Vlaanderen-Baloise \| + 0 s \| \| \| 10.º \| Jon Aberasturi \| Caja Rural-Seguros RGA \| + 0 s \| \| |                       |                                 |                 |
| |                       |                                 |                 |
| Fuente: ProCyclingStats |                       |                                 |                 |
| Clasificación de la etapa |                       |                                 |                 |
| Ciclista | Ciclista              | Equipo                          | Tiempo          |
| 1.º | Arnaud Démare         | Groupama-FDJ                    | 4 h 18 min 48 s |
| 2.º | Kristoffer Halvorsen  | Uno-X Pro Cycling Team          | + 0 s           |
| 3.º | Nils Eekhoff          | Team DSM                        | + 0 s           |
| 4.º | Arvid de Kleijn       | Rally Cycling                   | + 0 s           |
| 5.º | Stanisław Aniołkowski | Bingoal Pauwels Sauces WB       | + 0 s           |
| 6.º | Piet Allegaert        | Cofidis                         | + 0 s           |
| 7.º | Daniel McLay          | Arkéa-Samsic                    | + 0 s           |
| 8.º | Emiel Vermeulen       | Xelliss-Roubaix Lille Métropole | + 0 s           |
| 9.º | Sasha Weemaes         | Sport Vlaanderen-Baloise        | + 0 s           |
| 10.º | Jon Aberasturi        | Caja Rural-Seguros RGA          | + 0 s           |

| \| Clasificación general \| Clasificación general \| Clasificación general \| Clasificación general \| Clasificación general \| \| Ciclista \| Ciclista \| Equipo \| Tiempo \| \| \| --------------------- \| --------------------- \| ---------------------- \| --------------------- \| --------------------- \| \| 1.º \| Arnaud Démare \| Groupama-FDJ \| 12 h 29 min 55 s \| \| \| 2.º \| Philipp Walsleben \| Alpecin-Fenix \| + 2 s \| \| \| 3.º \| Kristoffer Halvorsen \| Uno-X Pro Cycling Team \| + 14 s \| \| \| 4.º \| Bryan Coquard \| B&B Hotels p/b KTM \| + 18 s \| \| \| 5.º \| Diego Rubio \| Burgos-BH \| + 18 s \| \| \| 6.º \| Nils Eekhoff \| Team DSM \| + 20 s \| \| \| 7.º \| Piet Allegaert \| Cofidis \| + 24 s \| \| \| 8.º \| Niccolò Bonifazio \| Total Direct Énergie \| + 24 s \| \| \| 9.º \| Tobias Bayer \| Alpecin-Fenix \| + 26 s \| \| \| 10.º \| Marc Sarreau \| AG2R Citroën Team \| + 28 s \| \| |                      |                        |                  |
| |                      |                        |                  |
| Fuente: ProCyclingStats |                      |                        |                  |
| Clasificación general |                      |                        |                  |
| Ciclista | Ciclista             | Equipo                 | Tiempo           |
| 1.º | Arnaud Démare        | Groupama-FDJ           | 12 h 29 min 55 s |
| 2.º | Philipp Walsleben    | Alpecin-Fenix          | + 2 s            |
| 3.º | Kristoffer Halvorsen | Uno-X Pro Cycling Team | + 14 s           |
| 4.º | Bryan Coquard        | B&B Hotels p/b KTM     | + 18 s           |
| 5.º | Diego Rubio          | Burgos-BH              | + 18 s           |
| 6.º | Nils Eekhoff         | Team DSM               | + 20 s           |
| 7.º | Piet Allegaert       | Cofidis                | + 24 s           |
| 8.º | Niccolò Bonifazio    | Total Direct Énergie   | + 24 s           |
| 9.º | Tobias Bayer         | Alpecin-Fenix          | + 26 s           |
| 10.º | Marc Sarreau         | AG2R Citroën Team      | + 28 s           |

### 4.ª etapa
| Méral - Laval | etapa escarpada | (180,73 km) |

| \| Clasificación de la etapa \| Clasificación de la etapa \| Clasificación de la etapa \| Clasificación de la etapa \| Clasificación de la etapa \| \| Ciclista \| Ciclista \| Equipo \| Tiempo \| \| \| ------------------------- \| ------------------------- \| ------------------------- \| ------------------------- \| ------------------------- \| \| 1.º \| Arnaud Démare \| Groupama-FDJ \| 4 h 14 min 55 s \| \| \| 2.º \| Daniel McLay \| Arkéa-Samsic \| + 0 s \| \| \| 3.º \| Bryan Coquard \| B&B Hotels p/b KTM \| + 0 s \| \| \| 4.º \| Nils Eekhoff \| Team DSM \| + 0 s \| \| \| 5.º \| Stanisław Aniołkowski \| Bingoal Pauwels Sauces WB \| + 0 s \| \| \| 6.º \| Niccolò Bonifazio \| Total Direct Énergie \| + 0 s \| \| \| 7.º \| Kristoffer Halvorsen \| Uno-X Pro Cycling Team \| + 0 s \| \| \| 8.º \| Jon Aberasturi \| Caja Rural-Seguros RGA \| + 0 s \| \| \| 9.º \| Marc Sarreau \| AG2R Citroën Team \| + 0 s \| \| \| 10.º \| Jordi Warlop \| Sport Vlaanderen-Baloise \| + 0 s \| \| |                       |                           |                 |
| |                       |                           |                 |
| Fuente: ProCyclingStats |                       |                           |                 |
| Clasificación de la etapa |                       |                           |                 |
| Ciclista | Ciclista              | Equipo                    | Tiempo          |
| 1.º | Arnaud Démare         | Groupama-FDJ              | 4 h 14 min 55 s |
| 2.º | Daniel McLay          | Arkéa-Samsic              | + 0 s           |
| 3.º | Bryan Coquard         | B&B Hotels p/b KTM        | + 0 s           |
| 4.º | Nils Eekhoff          | Team DSM                  | + 0 s           |
| 5.º | Stanisław Aniołkowski | Bingoal Pauwels Sauces WB | + 0 s           |
| 6.º | Niccolò Bonifazio     | Total Direct Énergie      | + 0 s           |
| 7.º | Kristoffer Halvorsen  | Uno-X Pro Cycling Team    | + 0 s           |
| 8.º | Jon Aberasturi        | Caja Rural-Seguros RGA    | + 0 s           |
| 9.º | Marc Sarreau          | AG2R Citroën Team         | + 0 s           |
| 10.º | Jordi Warlop          | Sport Vlaanderen-Baloise  | + 0 s           |

## Clasificaciones finales
- Las clasificaciones finalizaron de la siguiente forma:[4]

### Clasificación general
| \| Clasificación general \| Clasificación general \| Clasificación general \| Clasificación general \| Clasificación general \| \| Ciclista \| Ciclista \| Equipo \| Tiempo \| \| \| --------------------- \| --------------------- \| ---------------------- \| --------------------- \| --------------------- \| \| 1.º \| Arnaud Démare \| Groupama-FDJ \| 16 h 44 min 40 s \| \| \| 2.º \| Philipp Walsleben \| Alpecin-Fenix \| + 17 s \| \| \| 3.º \| Kristoffer Halvorsen \| Uno-X Pro Cycling Team \| + 24 s \| \| \| 4.º \| Bryan Coquard \| B&B Hotels p/b KTM \| + 24 s \| \| \| 5.º \| Diego Rubio \| Burgos-BH \| + 28 s \| \| \| 6.º \| Nils Eekhoff \| Team DSM \| + 30 s \| \| \| 7.º \| Niccolò Bonifazio \| Total Direct Énergie \| + 34 s \| \| \| 8.º \| Daniel McLay \| Arkéa-Samsic \| + 34 s \| \| \| 9.º \| Tobias Bayer \| Alpecin-Fenix \| + 36 s \| \| \| 10.º \| Marc Sarreau \| AG2R Citroën Team \| + 38 s \| \| |                      |                        |                  |
| |                      |                        |                  |
| Fuente: ProCyclingStats |                      |                        |                  |
| Clasificación general |                      |                        |                  |
| Ciclista | Ciclista             | Equipo                 | Tiempo           |
| 1.º | Arnaud Démare        | Groupama-FDJ           | 16 h 44 min 40 s |
| 2.º | Philipp Walsleben    | Alpecin-Fenix          | + 17 s           |
| 3.º | Kristoffer Halvorsen | Uno-X Pro Cycling Team | + 24 s           |
| 4.º | Bryan Coquard        | B&B Hotels p/b KTM     | + 24 s           |
| 5.º | Diego Rubio          | Burgos-BH              | + 28 s           |
| 6.º | Nils Eekhoff         | Team DSM               | + 30 s           |
| 7.º | Niccolò Bonifazio    | Total Direct Énergie   | + 34 s           |
| 8.º | Daniel McLay         | Arkéa-Samsic           | + 34 s           |
| 9.º | Tobias Bayer         | Alpecin-Fenix          | + 36 s           |
| 10.º | Marc Sarreau         | AG2R Citroën Team      | + 38 s           |

### Clasificación de la montaña
| Clasificación de la montaña | Clasificación de la montaña | Clasificación de la montaña        | Clasificación de la montaña | Clasificación de la montaña |
| Ciclista                    | Ciclista                    | Equipo                             | Puntos                      |                             |
| --------------------------- | --------------------------- | ---------------------------------- | --------------------------- | --------------------------- |
| 1.º                         | Jhonatan Restrepo           | Androni Giocattoli-Sidermec        | 36 pts                      |                             |
| 2.º                         | Roger Adrià                 | Equipo Kern Pharma                 | 34 pts                      |                             |
| 3.º                         | Stan Dewulf                 | AG2R Citroën Team                  | 31 pts                      |                             |
| 4.º                         | Maxime Urruty               | Xelliss-Roubaix Lille Métropole    | 30 pts                      |                             |
| 5.º                         | Tobias Bayer                | Alpecin-Fenix                      | 30 pts                      |                             |
| 6.º                         | Morne van Niekerk           | Saint Michel-Auber 93              | 22 pts                      |                             |
| 7.º                         | Francisco Galván            | Equipo Kern Pharma                 | 13 pts                      |                             |
| 8.º                         | Alexandre Delettre          | Delko                              | 12 pts                      |                             |
| 9.º                         | Benoît Cosnefroy            | AG2R Citroën Team                  | 12 pts                      |                             |
| 10.º                        | Ludwig De Winter            | Intermarché-Wanty-Gobert Matériaux | 12 pts                      |                             |

### Clasificación de los puntos
| Clasificación por puntos | Clasificación por puntos | Clasificación por puntos  | Clasificación por puntos | Clasificación por puntos |
| Ciclista                 | Ciclista                 | Equipo                    | Puntos                   |                          |
| ------------------------ | ------------------------ | ------------------------- | ------------------------ | ------------------------ |
| 1.º                      | Arnaud Démare            | Groupama-FDJ              | 92 pts                   |                          |
| 2.º                      | Kristoffer Halvorsen     | Uno-X Pro Cycling Team    | 59 pts                   |                          |
| 3.º                      | Bryan Coquard            | B&B Hotels p/b KTM        | 45 pts                   |                          |
| 4.º                      | Nils Eekhoff             | Team DSM                  | 44 pts                   |                          |
| 5.º                      | Stanisław Aniołkowski    | Bingoal Pauwels Sauces WB | 36 pts                   |                          |
| 6.º                      | Philipp Walsleben        | Alpecin-Fenix             | 35 pts                   |                          |
| 7.º                      | Niccolò Bonifazio        | Total Direct Énergie      | 30 pts                   |                          |
| 8.º                      | Piet Allegaert           | Cofidis                   | 30 pts                   |                          |
| 9.º                      | Daniel McLay             | Arkéa-Samsic              | 29 pts                   |                          |
| 10.º                     | Jon Aberasturi           | Caja Rural-Seguros RGA    | 27 pts                   |                          |

### Clasificación por equipos
| Clasificación por equipos | Clasificación por equipos       | Clasificación por equipos | Clasificación por equipos |
| Equipo                    | Equipo                          | Tiempo                    |                           |
| ------------------------- | ------------------------------- | ------------------------- | ------------------------- |
| 1.º                       | Delko                           | 50 h 16 min 04 s          |                           |
| 2.º                       | Sport Vlaanderen-Baloise        | + 0 s                     |                           |
| 3.º                       | Alpecin-Fenix                   | + 2 s                     |                           |
| 4.º                       | Xelliss-Roubaix Lille Métropole | + 15 s                    |                           |
| 5.º                       | Burgos-BH                       | + 18 s                    |                           |
| 6.º                       | Team DSM                        | + 18 s                    |                           |
| 7.º                       | Androni Giocattoli-Sidermec     | + 19 s                    |                           |
| 8.º                       | AG2R Citroën Team               | + 22 s                    |                           |
| 9.º                       | B&B Hotels p/b KTM              | + 28 s                    |                           |
| 10.º                      | Caja Rural-Seguros RGA          | + 34 s                    |                           |

## Evolución de las clasificaciones
| Etapa                   | Vencedor                | Clasificación general | Clasificación de la montaña | Clasificación de los puntos | Clasificación de los jóvenes | Clasificación por equipos |
| ----------------------- | ----------------------- | --------------------- | --------------------------- | --------------------------- | ---------------------------- | ------------------------- |
| 1.ª                     | Philipp Walsleben       | Philipp Walsleben     | Maxime Urruty               | Philipp Walsleben           | Nils Eekhoff                 | Alpecin-Fenix             |
| 2.ª                     | Arnaud Démare           | Philipp Walsleben     | Maxime Urruty               | Arnaud Démare               | Nils Eekhoff                 | Alpecin-Fenix             |
| 3.ª                     | Arnaud Démare           | Arnaud Démare         | Maxime Urruty               | Arnaud Démare               | Nils Eekhoff                 | Alpecin-Fenix             |
| 4.ª                     | Arnaud Démare           | Arnaud Démare         | Jhonatan Restrepo           | Arnaud Démare               | Nils Eekhoff                 | Delko                     |
| Clasificaciones finales | Clasificaciones finales | Arnaud Démare         | Jhonatan Restrepo           | Arnaud Démare               | Nils Eekhoff                 | Delko                     |

## UCI World Ranking
La Boucles de la Mayenne otorgó puntos para el UCI World Ranking para corredores de los equipos en las categorías UCI WorldTeam, UCI ProTeam y Continental. Las siguientes tablas son el baremo de puntuación y los 10 corredores que obtuvieron más puntos:
| Posición              | 1.º | 2.º | 3.º | 4.º | 5.º | 6.º | 7.º | 8.º | 9.º | 10.º | 11.º | 12.º | 13.º | 14.º | 15.º | 16.º-30.º | 31.º-40.º |
| Clasificación general | 200 | 150 | 125 | 100 | 85  | 70  | 60  | 50  | 40  | 35   | 30   | 25   | 20   | 15   | 10   | 5         | 3         |
| Por etapa             | 20  | 10  | 5   |     |     |     |     |     |     |      |      |      |      |      |      |           |           |
| Líder                 | 5   |     |     |     |     |     |     |     |     |      |      |      |      |      |      |           |           |

| Clasificación |                      |                      |         |       |       |       |
| Posición      | Ciclista             | Equipo               | General | Etapa | Líder | Total |
| ------------- | -------------------- | -------------------- | ------- | ----- | ----- | ----- |
| 1.º           | Arnaud Démare        | Groupama-FDJ         | 200     | 65    | 5     | 270   |
| 2.º           | Philipp Walsleben    | Alpecin-Fenix        | 150     | 20    | 10    | 180   |
| 3.º           | Kristoffer Halvorsen | Uno-X                | 125     | 15    | -     | 140   |
| 4.º           | Bryan Coquard        | B&B Hotels p/b KTM   | 100     | 5     | -     | 105   |
| 5.º           | Diego Rubio          | Burgos-BH            | 85      | 10    | -     | 95    |
| 6.º           | Nils Eekhoff         | DSM                  | 70      | 5     | -     | 75    |
| 7.º           | Niccolò Bonifazio    | Total Direct Énergie | 60      | 10    | -     | 70    |
| 8.º           | Daniel McLay         | Arkéa Samsic         | 50      | 10    | -     | 60    |
| 9.º           | Tobias Bayer         | Alpecin-Fenix        | 40      | -     | -     | 40    |
| 10.º          | Marc Sarreau         | AG2R Citroën         | 35      | -     | -     | 35    |